# Чёрный Ключ (Самарская область)
Чёрный Ключ (чув. Хурашыв — «чёрная вода») — село в Клявлинском районе Самарской области, административный центр сельского поселения Чёрный Ключ.

## География
Находится на расстоянии примерно 11 километров по прямой на северо-запад от районного центра железнодорожной станции Клявлино.

## История
Село было основано в 1770-х годах переселенцами из села Старое Резяпкино. В период советской власти известны были колхозы «Смычка», «Новая пушка», им.Молотова, «Путь Ленина» . 

## Население
Постоянное население составляло 504 человека (чуваши 81%) в 2002 году, 465 в 2010 году.